# Ichneumon paramajops
Ichneumon paramajops là một loài tò vò trong họ Ichneumonidae.